# Synagoge Belleville

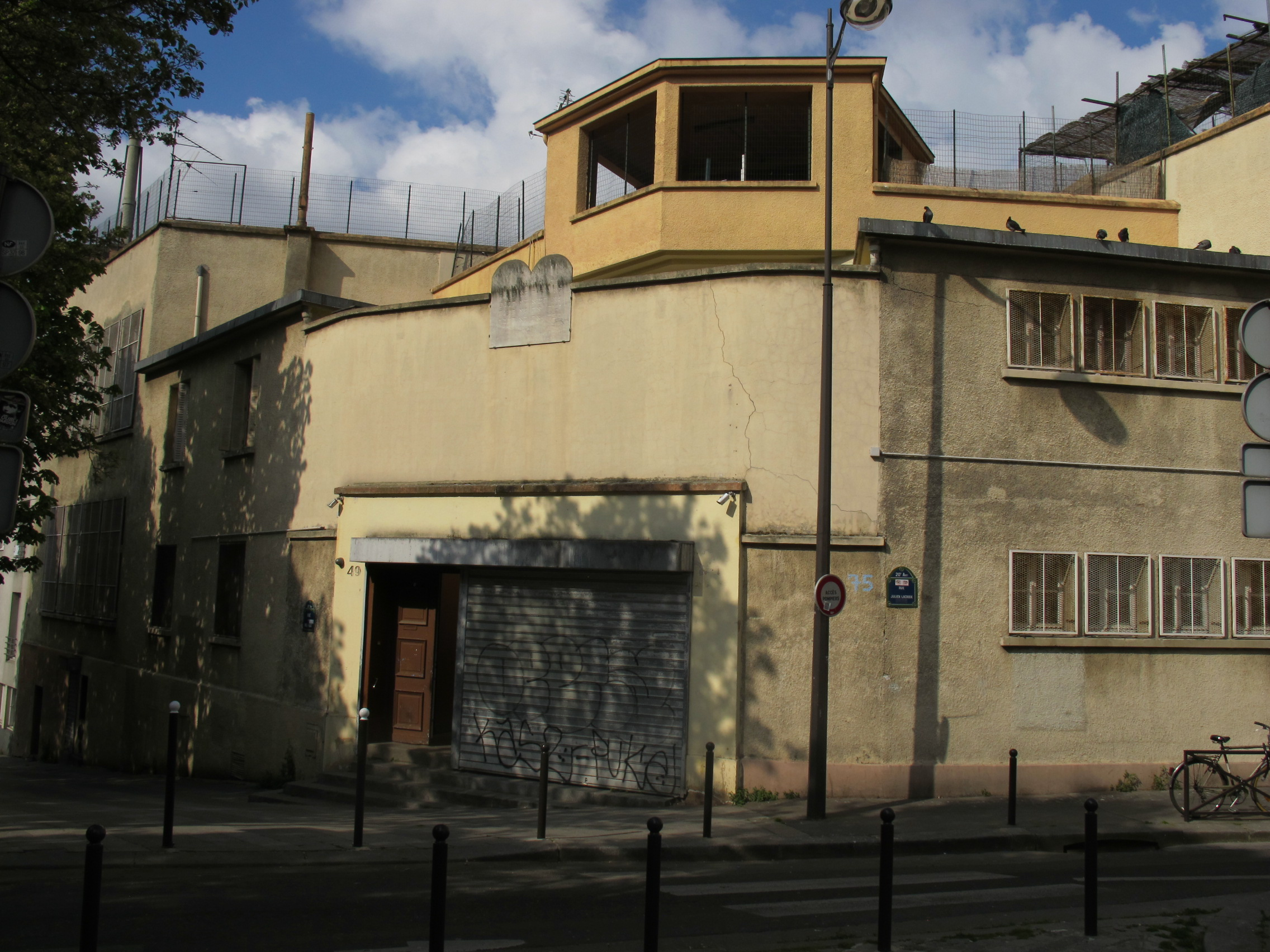
Synagoge von Belleville

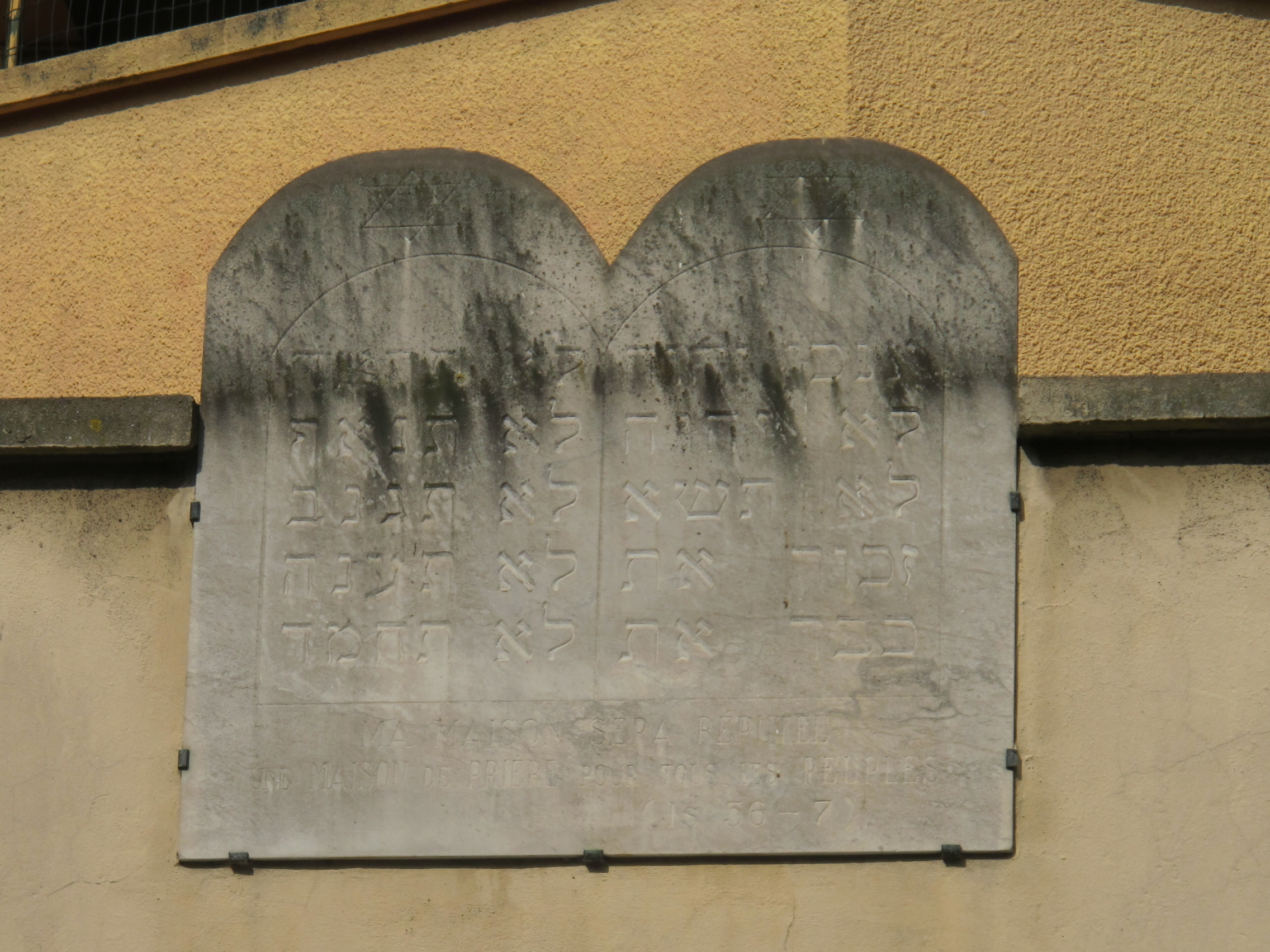
Gesetzestafeln

Die Synagoge von Belleville ist eine Synagoge des aschkenasischen und tunesisch-sefardischen Ritus und befindet sich an der Ecke Rue Julien-Lacroix Nr. 75 und Rue Pali-Kao Nr. 49 im 20.  Arrondissement von Paris. Die nächste Métrostation ist Couronnes der Linie 2.

## Geschichte
1928 beschloss die Association cultuelle israélite de Paris (Israelitische Kultusgemeinde von Paris, A.C.I.P.) im Nordosten von Paris, in dem sich viele Einwanderer vor allem aus Nordafrika angesiedelt hatten, eine Synagoge zu bauen, die die in Belleville und Ménilmontant verstreuten Betsäle ersetzen sollte. Zu diesem Zweck wurde ein Grundstück von 550 m² gekauft. Es lag in der Nähe ehemaliger Steinbrüche, an deren Stelle 1988 der Parc de Belleville angelegt wurde. Mit dem Bau der Synagoge wurden zwei Architekten betraut: Lucien Hesse und Germain Debré. Am 7. Mai 1930 wurde die Synagoge von Belleville eingeweiht. 

## Architektur
Das Gebäude ist eine Konstruktion aus Stahlbeton. Auf dekorative Elemente wurde verzichtet. Die Raumteile der Synagoge sind in Kuben gegliedert. Auffällig ist der sechseckige, mit großen Fenstern durchbrochene laternenartige Dachaufbau.
Zur Straße hin ist die Synagoge durch eine Betonmauer von der Höhe eines zweistöckigen Gebäudes abgetrennt, hinter der sich ein Innenhof anschließt. Der Eingang ist heute durch ein Rolltor gesichert und erinnert an eine Garageneinfahrt. Ehemals befand sich über dem Eingang eine hebräische Inschrift, die entfernt wurde. Nur die Gesetzestafeln auf der Mauer, die nachträglich hinzugefügt wurden, weisen auf ein sakrales Gebäude hin. Im Erdgeschoss lässt sich der Synagogensaal durch zwei seitliche Räume von jeweils fast 100 m² erweitern, die als Konferenzraum bzw. Betsaal genutzt werden. Auf der ersten Etage befinden sich neben den Frauenemporen zwei große Unterrichtsräume. Die Dachterrassen dienen als Pausenhöfe. Das Konzept der Synagoge entspricht dem in den USA verbreiteten und nach dem Zweiten Weltkrieg häufig übernommenen Modell des Gemeindezentrums, das sowohl rituellen wie kulturellen Zwecken dient.